# Winkelsekunde
Eine Winkelsekunde oder Bogensekunde oder Sekunde (von lateinisch pars minuta secunda ‚zweiter verminderter Teil‘) ist eine Maßeinheit des Winkels und bedeutet den 3600-sten Teil eines Grads. Sie entspricht knapp dem Winkel, unter dem ein 4,8 Millimeter breites Objekt aus einer Entfernung von einem Kilometer erscheint, also in SI-Einheiten 4,8 μrad (Mikroradiant). Als Symbol werden das Sekundenzeichen ″ oder auch arcsec verwendet. Das Symbol arcsec wird auch für den Arkussekans verwendet.
Somit entspricht eine Winkelsekunde 1″ {\displaystyle ={\tfrac {\;1^{\circ }}{3600}}=0{,}0002{\overline {7}}{}^{\circ }}
60 Winkelsekunden entsprechen einer Winkelminute, 60 Winkelminuten entsprechen einem Grad. In der Astronomie und der Erdmessung ist die Bogensekunde (as) mit weiteren Unterteilungen gebräuchlich, die dem Dezimalsystem folgen: Eine Millibogensekunde (englisch milliarcsecond, mas) ist ein Tausendstel einer Bogensekunde (0,001″), eine Mikrobogensekunde (μas) ein Millionstel einer Bogensekunde.
Früher war eine weitere Unterteilung der Sekunde in 60 Tertien üblich; für einige Verfahren in der Navigation wird diese Einteilung auch heute noch verwendet.
Die Winkelsekunde gehört zwar nicht zum Internationalen Einheitensystem (SI), ist zum Gebrauch mit dem SI aber zugelassen. Dadurch ist sie eine gesetzliche Maßeinheit.

## Umrechnung
{\displaystyle {\begin{aligned}{\text{Winkel (in Grad)}}&={\text{Grad}}+{\frac {\text{Winkelminuten}}{60}}+{\frac {\text{Winkelsekunden}}{3600}}\\&={\text{Grad}}+{\frac {{\text{Winkelminuten}}+{\frac {\text{Winkelsekunden}}{60}}}{60}}\end{aligned}}}
Die Umrechnung ins Bogenmaß erfolgt entsprechend, siehe Umrechnung zwischen Radiant und Grad.

## Symbol
Das Symbol für Winkelsekunden ist arcsec oder das Sekundenzeichen. Letzteres besteht aus zwei geraden, geneigten Strichen: 1″ = 1 Winkelsekunde und entspricht damit dem Zollzeichen. Das typographisch korrekte Zeichen im Unicode hat Code U+2033. Ersatzweise werden auch gerade Anführungszeichen (") verwendet.

## Beispiele
- Eine Winkelsekunde entspricht etwa dem Winkel, unter dem eine Ein-Euro-Münze aus einer Entfernung von 4800 m erscheint.
- Eine Winkelsekunde eines Längenkreises, also der Abstand zweier Breitenkreise, deren geographische Breite sich um eine Winkelsekunde unterscheidet, entspricht etwa 30,9 m; das 60-fache davon (entsprechend einer Bogenminute) definierte früher eine nautische Meile. Dies gilt am Äquator auch für eine Winkelsekunde eines Breitenkreises, also den Abstand zweier Längenkreise, deren geographische Länge sich um eine Winkelsekunde unterscheidet.
- In Winkelsekunden werden in der Astronomie und Geodäsie die meisten Reduktionsgrößen von Messinstrumenten angegeben, z. B. die Kippachsneigung (mit großen Hängelibellen sind etwa 0,1″ messbar). Auch Mikrometer und kleine Winkeldifferenzen (z. B. Parallaxen von Sternen) werden in diesem Maß angegeben.
- Eine Millibogensekunde (ein Tausendstel einer Winkelsekunde) ist ungefähr der Winkel, unter dem uns eine Strecke von 1,9 m auf der Mondoberfläche erscheint. Aus dem Erdzentrum betrachtet, entspricht sie nur 3 cm auf der Erdoberfläche.
- Unter einem Winkel von etwa 0,03″ erscheinen uns die Sterne Beteigeuze, Mira und Antares als die drei einzigen Sterne (außer der Sonne), die die besten Fernrohre nicht nur als Lichtpunkt darstellen.
- Eine Mikrobogensekunde (ein Millionstel einer Winkelsekunde) entspricht ungefähr dem Winkel, unter dem ein auf der Marsoberfläche liegender Medizinball bei mittlerer Oppositionsentfernung von der Erde aus erscheinen würde.
- Ein rechtwinkliges Dreieck mit einem Winkel von 1″ und einer Gegenkathete der Länge 1 AU hat definitionsgemäß eine Ankathete der Länge 1 Parsec.

## Bezug zum Auge des Menschen
Das menschliche Auge hat ein Auflösungsvermögen von etwa 1 Winkelminute (entspricht 60″). Es kann also theoretisch zwei Stäbe mit diesem Winkelabstand noch voneinander trennen. De facto mindert die Form der Objekte oder schwacher Kontrast diesen Wert. Der engste Doppelstern (ε im Sternbild Leier), den nur sehr scharfe Augen noch getrennt wahrnehmen können, hat 208″ Winkeldistanz. Andererseits haben unsere Augen die Fähigkeit, auch viel feinere Details noch zu erkennen, wenn sie linienförmig sind und mehrere Sehzellen anregen. So kann man etwa einen Schiffsmast noch am Horizont ausmachen, wenn sich seine sichtbare Breite über 20″ erstreckt.